# آربی‌دی
آربی‌دی (انگلیسی: RBD) یک گروه موسیقی پاپ لاتین مکزیکی بود که از تله ویسا محبوبیت پیدا کرد. این گروه از سال ۲۰۰۴ تا زمان جدایی در سال ۲۰۰۹ به موفقیت بین‌المللی دست یافتند و بیش از ۱۵ میلیون از آثار خود را در سراسر جهان به فروش رساندند، که آنها را به یکی از پرفروش‌ترین هنرمندان موسیقی لاتین تبدیل می‌کند.